# Benzínová stanice Sphinx Zličín
Benzínová stanice Sphinx na Zličíně v Praze je zaniklá čerpací stanice, která stála v ulici Na Radosti na její jižní straně, poblíž zastávky MHD Lidečská a podjezdu železniční trati, při levém okraji silnice vedoucí z Prahy do Plzně.

## Historie
Benzínovou čerpací stanici postavenou v roce 1936 pro americkou společnost Vacuum Oil Company (ExxonMobil) navrhl architekt Ladislav Machoň. Byla pravděpodobně nejmenší stavbou architekta.
Stanice původně sloužila pro levostranný provoz, od 16. března 1939 pro pravostranný. U stojanu se prodával benzín, v regálech v malém obchodě olej. Prodejní kiosek kryla velká plochá střecha, která přesahovala nad výdejní stojany a kterou podpíral jeden sloup. Prodejnu obdélného půdorysu původně osvětlovala pásová okna.
Stanice byla zbořena na jaře 2022.